# Laura Tibitanzl
Laura Tibitanzl (née Tasch, le 13 octobre 1984 à Wurtzbourg) est une rameuse allemande.

## Biographie
Elle commence à l'ARC Würzburg. Après être devenue en 2002 une neuvième place en skiff aux championnats du monde junior, elle remporte les années suivantes dans la catégorie moins de 23 ans plusieurs fois la médaille d'argent en deux de couple. Elle finit cinquième des championnats du monde en skiff en 2005 et dixième en 2007.
Pour les Jeux olympiques d'été de 2008, elle est sélectionnée comme remplaçante du deux de couple formé de Marie-Louise Dräger et de Berit Carow ; à l'automne, elle prend la sixième place des championnats d'Europe dans cette catégorie en compagnie d'Anja Noske.

## Palmarès
- 2002 : Championnats du monde junior : 9e place en skiff.
- 2003 : Championnats du monde des moins de 23 ans : 2e place en deux de couple.
- 2004 : Championnats du monde des moins de 23 ans : 2e place en deux de couple.
- 2005 : Championnats du monde : 5e place en skiff.
- 2006 : Championnats du monde des moins de 23 ans : 2e place en deux de couple.
- 2006 : Championnats du monde : 5e place en deux de couple.
- 2007 : Championnats du monde : 10e place en skiff.
- 2008 : Championnats d'Europe : 6e place en deux de couple.
- 2009 : Championnats du monde : 1re place en deux de couple[1].